# 朱莉婭·朗吉
朱莉婭·朗吉（義大利語：Giulia Longhi，1993年1月17日—）是一名出生於義大利拉齐奥大区的壘球選手，司職內野手，目前效力於A1聯賽薩龍諾。她曾隨隊參加2019年、2021年歐洲女子壘球錦標賽，結果獲得金牌。

## 外部連結
- 朱莉婭·朗吉的Instagram帳戶